# Knjiga proroka Henoka
Knjiga proroka Henoka starohebrejski je apokaliptični vjerski tekst, koji se predajom pripisuje sedmome praocu Henoku, Noinu pradjedu. Nije dio kršćanskoga i židovskoga kanona, ali je sačuvana u kanonu Etiopske pravoslavne tevahedo Crkve, a napisana je u 2. ili 1. stoljeću prije Krista.
Procjenjuje se da stariji dijelovi Henok 1 (uglavnom u Knjizi promatrača) teksta datiraju iz otprilike 300. – 200. pr. Kr., a najnoviji dio (Knjiga parabola) iz vjerojatno 100. prije Krista.
Knjiga Henokova sadrži jedinstvene priče o podrijetlu demonā i nefilā, zašto su neki anđeli pali s Neba, objašnjenje zašto je potop iz Postanka bio moralno neophodan i proročansko objašnjenje tisućugodišnje vladavine Mesije. Tri se knjige tradicionalno pripisuju Henoku, uključujući različita djela Druga Henokova i Treća Henokova. Većina židovskih i kršćanskih crkvenih tijela nijednu od 3 knjige ne smatra kanonskim spisom.
Suvremeni znanstvenici vjeruju da je Knjiga proroka Henoka izvorno napisana ili na aramejskomu ili na hebrejskomu, jezicima koji su prvi korišteni u židovskim tekstovima. Ephraim Isaac sugerira kako je Henokova knjiga, kao i Knjiga Danielova, sastavljena djelomično na aramejskomu, a djelomično na hebrejskomu jeziku. Nije poznato da je sačuvana ijedna hebrejska verzija. Razni aramejski fragmenti pronađeni u svitcima s Mrtvoga mora, kao i koine grčki i latinski fragmenti, dokaz su da su Židovi i rani kršćani Bliskoga istoka poznavali Knjigu Henokovu. Tu su knjigu također citirali neki autori iz 1. i 2. stoljeća, kao u oporukama dvanaestorice praotaca. Autori Novoga zavjeta također su bili upoznati s nekim sadržajem priče. Kratak dio Prve Henokove (1:9) citiran je u novozavjetnoj Judinoj poslanici (Judina poslanica 1:14–15), a tamo se pripisuje »Henoku, sedmomu od Adama« (Prva Henokova 60:8). Odjeljak Prve Henokove jest midraš na Ponovljeni zakon 33:2. Nekoliko kopija ranijih odjeljaka Prve Henokove sačuvano je među svitcima s Mrtvoga mora. Danas je Knjiga Henokova u cijelosti sačuvana samo u prijevodu na geez (etiopski).
Dio je biblijskoga kanona koje koristi etiopska židovska zajednica Beta Izrael, kao i kršćanska Etiopska pravoslavna tevahedo Crkva. Druge židovske i kršćanske skupine općenito ju smatraju nekanonskim ili nenadahnutim, ali ju mogu prihvatiti kao nešto povijesno ili teološko.
Unatoč tomu što nije dio židovskoga, kao ni kršćanskoga kanona, predstavljala je vrlo utjecajan izvor za rane židovske i kršćanske mislioce. Neke od poznatih tema, poput palih anđela, uskrsnuća i Sudnjega dana, po prvi puta su se pojavile upravo u Knjizi proroka Henoka.

## Povijest
Henokova knjiga predstavlja jednu od najvećih sačuvanih pseudoepigrafskih djela; bila je štovana sve do 4. stoljeća kada je proglašena apokrifom, izbačena iz kanona i prepuštena zaboravu. Međutim, u 2. stoljeću Irenej i Klement Aleksandrijski nisu dovodili u pitanje njenu svetu narav, dapače, pozivali su se na njene odlomke. Origen ovoj knjizi također pripisuje vjerodostojnost, ali poput Tertulijana, naglašava kako Crkva nije jednoglasno prihvatila to djelo.
Henokova knjiga je bila gotovo tisuću godina Europljanima gotovo nepoznata, izuzmu li fragmenti koje je sačuvao Juraj Sincel (oko 792.). No, usprkos tome snažno je utjecala na kršćansku tradiciju jer većina kršćanskih vjerovanja o raju, paklu, anđelima i demonima potječe upravo iz toga djela.
Knjiga proroka Henoka bila bi zauvijek izgubljena da slučajno nije završila u kanonu Etiopske pravoslavne tevahedo Crkve. Naime, oko 500. godine ta je drevna hebrejska knjiga prevedena iz ranijega grčkog prijevoda na etiopski jezik. Knjigu je 1773. godine u Abesiniji otkrio škotski istraživač James Bruce i donio jedan njen primjerak u Englesku. Godine 1821. preveo ju je na engleski i predstavio javnosti dr. Richard Laurence, nadbiskup Cashela. Izazvala je veliku pozornost europske javnosti te je uskoro prevedena i na druge europske jezike.